# Atol de Bikini
L'Atol de Bikini (en l'idioma de les illes Marshall Pikini) és un atol, declarat Patrimoni de la Humanitat, a les illes de la Micronèsia de l'oceà Pacífic, formen part de la República de les Illes Marshall.
Es compon de 23 illes que envolten una profunda llacuna central de 594,1 km² en l'extrem nord de la cadena Ralik (aproximadament a 87 km al nord-oest de l'atol de Ailinginae i al nord-oest de Majuro), ara universalment important per al món de la següent manera:
| « | (anglès) Bikini Atoll has conserved direct tangible evidence ... conveying the power of ... nuclear tests, i.e. the sunken ships sent to the bottom of the lagoon by the tests in 1946 and the gigantic Bravo crater ... Through its history, the atoll symbolises the dawn of the nuclear age, despite its paradoxical image of peace and of earthly paradise. | (català) a l'Atol de Bikini s'ha conservat l'evidència tangible directe ... transmetent la potència de ... proves nuclears, és a dir, vaixells enfonsats que van enviar al fons de la llacuna les proves del 1946 i el gegantí crater Bravo ... a través de la seva història, l'atol representa les albors l'edat nuclear, malgrat la seva imatge paradoxal de pau i del paradís terrenal. | » |
| — | | |   |

Dins l'atol de Bikini, l'illa Bikini és l'illot del nord-est més gran, fa una mesura de 4 kilòmetres de llarg. A uns dotze kilòmetres al nord-oest està l'illot d'Aomen. Formant part dels sols de prova del Pacífic va ser el lloc de més de 20 proves d'armes nuclears entre 1946 i 1958.
El primer occidental en veure l'atol, a mitjan dècada de 1820, fou el capità i explorador rus Otto von Kotzebue, qui l'anomenà atol Eschscholtz en honor del científic rus Johann Friedrich von Eschscholtz. L'atol, però, sempre s'ha anomenat Bikini pels nadius de les Illes Marshall, de la llengua de les Illes Marshall on "Pik", significa "superfície" i "Ni", significa "coco". El nom es va popularitzar en tot el món no només pels assajos de bombes nuclears, sinó perquè el vestit de bany biquini portà el nom de l'illa el 1946. El vestit de bany de dues peces es va introduir al cap de pocs dies de la primera prova nuclear a l'atol, quan el nom de l'illa sortia a les notícies. Es va presentar tot just unes setmanes després de la prova d'una sola peça "Atòmica" i va ser àmpliament publicitat com el "vestit de bany més petit del món", es va dir que el biquini "dividia l'àtom".

## Història
Els éssers humans han viscut a l'atol almenys 2.000 anys. Bikini va ser visitada pels vaixells només una dotzena de vegades o cosa així abans de la fundació de la colònia alemanya de les Illes Marshall (època en què es coneixia la zona com a Nova Guinea Alemanya) el 1885. Juntament amb la resta de les Illes Marshall, Bikini va ser capturada per l'Armada Imperial Japonesa el 1914 durant la Primera Guerra Mundial, i s'hi establí el mandat de l'Imperi del Japó per la Lliga de Nacions el 1920. Els japonesos administraren l'illa sota el Mandat del Pacífic Sud, però deixaren gairebé tots els assumptes locals en mans dels líders tradicionals locals fins al començament de la Segona Guerra Mundial.
Després del final de la Segona Guerra Mundial, Bikini va estar sota el control dels Estats Units com a part del Territori en Fideïcomís de les Illes del Pacífic fins a la independència de les Illes Marshall el 1986.
Entre 1946 i 1958, hi van ser detonats vint-i-tres artefactes nuclears, començant amb la sèrie de l'Operació Crossroads, el juliol de 1946. Abans de les proves nuclears la població indígena havia estat traslladada a l'Atol Rongerik, encara que durant la detonació Castle Bravo, en particular, alguns membres de la població van ser exposats a la pluja radioactiva (vegeu Projecte 4.1 per una discussió dels efectes sobre la salut). Per a l'examen del polsim radioactiu, diversos coets de sondeigs dels tipus de Loki i Asp hi van ser llançats a 11° 35′ N, 165° 20′ E / 11.583°N,165.333°E.

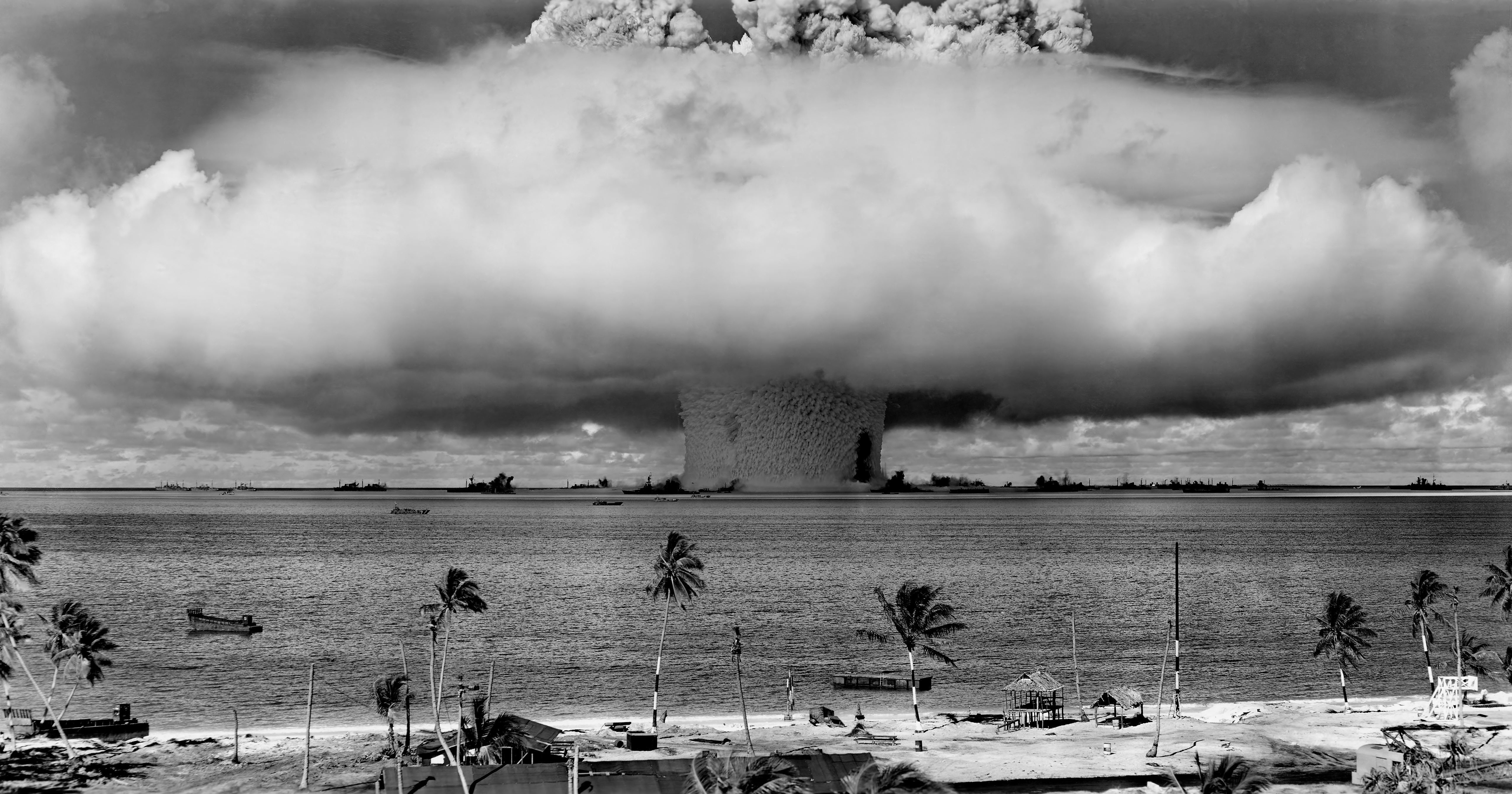
Operació Crossroads explosió Baker

El primer de març de 1954 la detonació, anomenada Castle Bravo, va ser la primera prova d'una bomba d'hidrogen pràctica. La major explosió nuclear mai desencadenada pels Estats Units, fou molt més potent del que s'havia previst, i va crear una contaminació radioactiva generalitzada.
Entre els contaminats hi havia els 23 membres de la tripulació del vaixell de pesca japonès Daigo Fukuryu Maru. L'escàndol que es va provocar va ser enorme al Japó, i va acabar inspirant la pel·lícula Godzilla de 1954, en la qual la prova nuclear dels EUA de 1954 desperta i transforma el monstre, que ataca al Japó abans de ser finalment vençut per l'enginy japonès.
Els habitants de Micronèsia, que sumaven al voltant de 200 persones abans que els Estats Units els traslladassin després de la Segona Guerra Mundial, menjaven peix, marisc, plàtans i cocos. Una gran majoria dels habitants de Bikini van ser traslladats a Kili com a part d'un allotjament temporal, però segueixen allà avui i perceben una indemnització del govern dels Estats Units per a la seva supervivència.

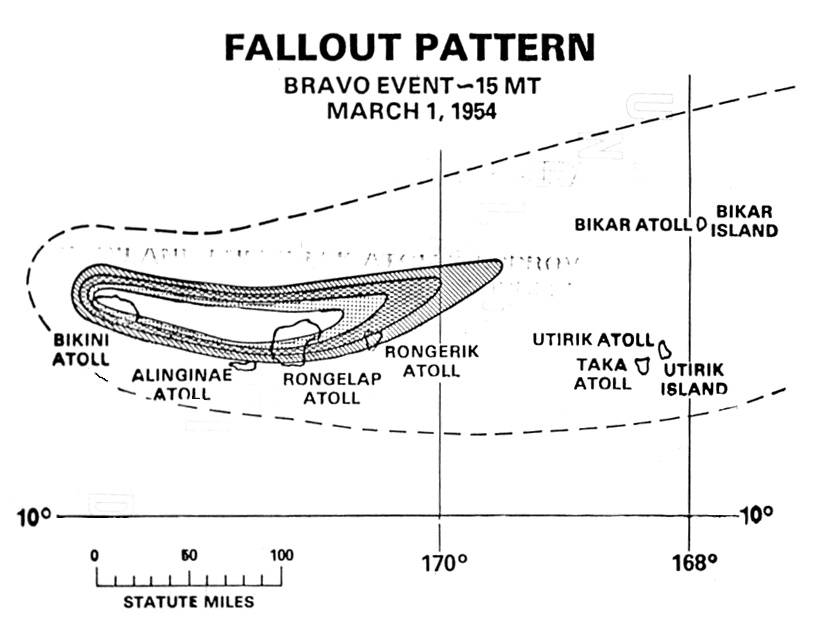
Patró de precipitació de l'explosió Castle Bravo

El 1968 Estats Units van declarar Bikini habitable i va començar a portar un petit grup de pobladors d'aquesta illa de tornada a casa en la dècada de 1970 com una prova. El 1978, però, els illencs es van retirar de nou quan l'estronci-90 va assolir en el seu cos nivells perillosos després que un equip francès de científics va realitzar proves addicionals a l'illa. No era estrany que les dones tenguessin embarassos defectuosos, avortaments involuntaris, mort del fetus i dany als seus fills com a resultat de les proves nuclears de Bikini. Els Estats Units van proporcionar 150 milions de dòlars en un acord pels danys causats pel programa de proves nuclears.
Des de la dècada de 1980 els líders de la comunitat de Bikini han insistit que, pel que va passar en la dècada de 1970 amb el retorn avortat al seu atol, que volen que tota l'illa de Bikini sigui excavada i el sòl remogut a una profunditat de prop de 38 cm. Els científics involucrats amb els habitants de Bikini han remarcat que, si bé el mètode d'excavació podria lliurar a l'illa del cesi-137, la remoció de la capa superficial del sòl perjudicaria greument el medi ambient, convertint l'illa en una terra virtualment desolada de sorra escombrada pel vent.
L'Atol de Bikini es va introduir a la llista de la UNESCO com a Patrimoni de la Humanitat l'agost del 2010.

## Llacuna de Bikini
Abans de l'explosió de la primera bomba atòmica a l'illa, la llacuna de Bikini va ser designada com a cementiri de vaixells després de la Segona Guerra Mundial per la Marina dels Estats Units. Avui dia la Llacuna de Bikini segueix sent la llar d'un gran nombre de vaixells dels Estats Units i altres països. Els perills de la radioactivitat i els serveis limitats a la zona van fer que els bussejadors romanguessen lluny d'un dels llocs de busseig de més notable potencial al Pacífic durant molts d'anys. El lloc de busseig s'ha convertit en popular entre els submarinistes des de 1996. No obstant això, els preus del petroli restringeixen severament les operacions de busseig, fins al punt de ser suspesa aquesta activitat des d'agost de 2008 al 2009, restringida a vaixells totalment autònoms amb cita prèvia. La llacuna conté una major quantitat de vida marina de l'habitual a causa de la falta de pesca, incloent taurons, la qual cosa augmenta la fascinació pel lloc com un destí d'aventura per als submarinistes. Els aliments, inclosos els peixos, estan contaminats per la qual cosa les embarcacions turístiques han de portar les seves provisions.
Els vaixells enfonsats a la llacuna són: 

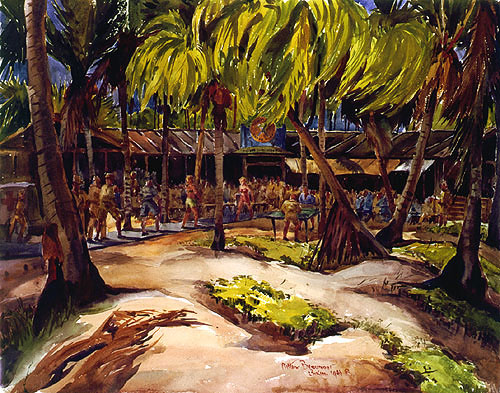
The Cross Spikes Club, pintat pel pintor de la marina Arthur Beaumont

- USS Saratoga
- USS Apogon (SS-308)
- USS Arkansas BB-33
- USS Gilliam APA-57
- USS Lamson DD-367
- USS Pilotfish SS-386
- Cuirassat Nagato

## El Club del Licor de l'Encreuat
El Club del Licor de l'Encreuat (The Cross Spikes Club) era un bar improvisat i lloc de trobada creat pels militars a l'illa de Bikini, entre juny i setembre de 1946, durant la preparació per a l'Operació Crossroads. El "club" era poc més que un petit edifici obert a l'aire lliure que va servir alcohol als militars i proporcionà entreteniment a l'aire lliure, incloent una taula de ping pong. El Club del Licor de l'Encreuat ha estat descrit com "l'únic punt brillant" en l'experiència de l'Operació Crossroads. El club, així com totes les instal·lacions militars a l'illa, va ser abandonat o desmantellat després del final de l'Operació Crossroads.

## L'illa avui
El Grup Assessor especial de Bikini de l'Agència Internacional de l'Energia Atòmica (IAEA) va determinar el 1997 que "és segur caminar per totes les illes ... a pesar de la radioactivitat residual a les illes a l'atol de Bikini és encara més gran que en altres atols de les Illes Marshall, no és perillós per a la salut en els nivells mesurats ... El risc principal de radiació seria el menjar: menjar productes locals, com a fruita, podria afegir radioactivitat important per al cos ...Menjar cocos o arbre del pa de l'illa de Bikini de tant en tant no seria motiu de preocupació. Menjar molt durant un llarg període sense haver pres les mesures correctives, però, pot deixar dosis de radiació superiors als nivells de seguretat acordats a nivell internacional. " La IAEA estima que viure a l'atol i el consum local d'aliments podria donar lloc a una dosi efectiva d'uns 15 mSv / any.
La dosi rebuda de radiació de fons a l'illa es troba entre 2,4 mSv/any i 4,5 mSv/any (la taxa més baixa és la mateixa que la radiació de fons natural), suposant que es mengi una dieta d'aliments importats. Va ser a causa d'aquests riscos dels aliments que el grup finalment no recomanà totalment el reassentament a l'illa.
Una investigació de 2002 va trobar una recuperació parcial dels coralls al Cràter Bravo. Zoe Richards del Centre ARC d'Excel·lència per a Estudis d'Esculls de Corall i la Universitat James Cook van observar matrius de branques de corall Porites de fins a 8 metres d'altura.